# Liste von Sakralbauten in Gangelt

Gangelt im Kreis Heinsberg

Die Liste von Sakralbauten in Gangelt nennt Kirchen, Kapellen und sonstige Sakralbauten in Gangelt, Kreis Heinsberg.

## Liste

### Christentum
| Name                           | Ortsteil         | Glaubensgemeinschaft                                  | Bauzeit | Anmerkungen                                                                                     | Bild | Geokoordinaten              |
| ------------------------------ | ---------------- | ----------------------------------------------------- | ------- | ----------------------------------------------------------------------------------------------- | ---- | --------------------------- |
| St. Urban                      | Birgden          | rk                                                    | 1480    |                                                                                                 |      | 51° 0′ 23″ N, 6° 2′ 59″ O   |
| Birgdener Betkreuz             | Birgden          | rk.                                                   | 19. Jh. |                                                                                                 |      | 51° 0′ 17″ N, 6° 2′ 37″ O   |
| Kapelle Kleiner Pley           | Birgden          | rk.                                                   | 1971    | Baudenkmal Nr. 18. Die Kapelle wurde 1971 an Stelle einer alten Kapelle errichtet.              |      | 51° 0′ 27″ N, 6° 3′ 5″ O    |
| Kapelle Großer Pley            | Birgden          | rk.                                                   | 1989    | Baudenkmal Nr. 187                                                                              |      | 51° 0′ 31″ N, 6° 3′ 12″ O   |
| Marienkapelle Großer Pley      | Birgden          | rk.                                                   | 1989    |                                                                                                 |      | 51° 0′ 32″ N, 6° 3′ 2″ O    |
| Raphael-und-Tobias-Kapelle     | Birgden          | rk.                                                   | 1971    |                                                                                                 |      | 51° 0′ 19″ N, 6° 2′ 56″ O   |
| St. Maternus                   | Breberen         | rk.                                                   | 1792    |                                                                                                 |      | 51° 1′ 36″ N, 5° 59′ 25″ O  |
| Ortskapelle Breberen           | Breberen         | rk.                                                   | 20. Jh. |                                                                                                 |      | 51° 1′ 44″ N, 5° 59′ 22″ O  |
| Gedenkstätte Breberen          | Breberen         | rk.                                                   | 1980    | Errichtet zum Gedenken der Toten der Weltkriege.                                                |      | 51° 1′ 38″ N, 5° 59′ 21″ O  |
| Andachtskapelle Broichhoven    | Broichhoven      | rk. (Pfarrgemeinde St. Maternus Breberen)             | 1959    |                                                                                                 |      | 51° 1′ 33″ N, 5° 58′ 54″ O  |
| Kapelle am Spielplatz          | Brüxgen          | rk. (Pfarrgemeinde St. Maternus Breberen)             | 20. Jh. |                                                                                                 |      | 51° 1′ 22″ N, 5° 59′ 38″ O  |
| Kapelle Buscherheide           | Buscherheide     | rk. Ortskapelle (Pfarrgemeinde St. Maternus Breberen) | 19. Jh. |                                                                                                 |      | 51° 1′ 19″ N, 5° 59′ 14″ O  |
| Kapelle am Sportplatz          | Buscherheide     | rk. (Pfarrgemeinde St. Maternus Breberen)             | 20. Jh. |                                                                                                 |      | 51° 1′ 21″ N, 5° 59′ 19″ O  |
| rk. St. Nikolaus               | Gangelt          |                                                       | 1518    |                                                                                                 |      | 50° 59′ 32″ N, 5° 59′ 48″ O |
| Krankenhauskapelle Maria Hilf  | Gangelt          | rk.                                                   | 1908    | Baudenkmal Nr. 2. Einweihung 1919                                                               |      | 50° 59′ 34″ N, 5° 59′ 39″ O |
| Friedenskirche                 | Gangelt          | ev.                                                   | 1963    |                                                                                                 |      | 50° 59′ 20″ N, 6° 0′ 16″ O  |
| Kapelle Gut Grootfeld          | Gangelt          | rk.                                                   | 1997    | Privatkapelle, erbaut von Familie Rongen.                                                       |      | 50° 59′ 53″ N, 5° 59′ 24″ O |
| Wegekapelle                    | Harzelt          | rk.                                                   | 20. Jh. |                                                                                                 |      | 51° 1′ 26″ N, 6° 1′ 5″ O    |
| St. Josef                      | Hastenrath       | rk.                                                   | 1868/69 | Baudenkmal Nr. 36                                                                               |      | 51° 0′ 19″ N, 5° 58′ 15″ O  |
| Kapelle am Friedhof            | Hastenrath       | rk.                                                   | 20. Jh. |                                                                                                 |      | 51° 0′ 25″ N, 5° 58′ 23″ O  |
| Marienkapelle                  | Hastenrath       | rk.                                                   | 1997    | Bereits 1947 wurde eine Kapelle errichtet, die wegen schlechten Zustands 1997 neu gebaut wurde. |      | 51° 0′ 29″ N, 5° 59′ 7″ O   |
| Ortskapelle                    | Hastenrath       | rk.                                                   | 19. Jh. |                                                                                                 |      | 51° 0′ 12″ N, 5° 58′ 26″ O  |
| Friedenskapelle                | Hohenbusch       | (Pfarrgemeinde Hl. Dreifaltigkeit Stahe)              | 2002    |                                                                                                 |      | 50° 57′ 34″ N, 6° 0′ 41″ O  |
| Marienkapelle                  | Kievelberg       | rk. (Pfarrgemeinde St. Josef Hastenrath)              | 1880    | Nach Zerstörung 1944 wurde die Kapelle 1954 wieder aufgebaut.                                   |      | 51° 0′ 45″ N, 5° 58′ 59″ O  |
| Zur Schmerzhaften Muttergottes | Kreuzrath        | rk.                                                   | 1910    | Baudenkmal Nr. 39. Einsegnung 1912, Einweihung 1919                                             |      | 51° 0′ 19″ N, 6° 1′ 36″ O   |
| St. Mariä Empfängnis           | Langbroich       | rk.                                                   | 1855    | Baudenkmal Nr. 44. Einweihung 1859, Umbau 1969/70. Die Kirche wurde 1987–1990 ausgemalt.        |      | 51° 1′ 16″ N, 6° 1′ 5″ O    |
| Gedächtniskapelle              | Langbroich       | rk.                                                   | 1948    | Nach dem 2. Weltkrieg als Erinnerungsstätte errichtet.                                          |      | 51° 1′ 8″ N, 6° 1′ 28″ O    |
| Kapelle im Winkel              | Langbroich       | rk.                                                   | um 1900 | Baudenkmal Nr. 46                                                                               |      | 51° 1′ 4″ N, 6° 0′ 43″ O    |
| Kapelle an der Kirche          | Langbroich       | rk.                                                   | 20. Jh. | Baudenkmal Nr. 47                                                                               |      | 51° 1′ 15″ N, 6° 1′ 7″ O    |
| Ortskapelle Nachbarheid        | Nachbarheid      | rk. (Pfarrgemeinde St. Maternus Breberen)             | 19. Jh. |                                                                                                 |      | 51° 2′ 0″ N, 5° 59′ 35″ O   |
| Wegekapelle Niederbusch        | Niederbusch      | rk. (Pfarrgemeinde Hl. Dreifaltigkeit Stahe)          | 1893    |                                                                                                 |      | 50° 58′ 44″ N, 6° 2′ 18″ O  |
| Ortskapelle Niederbusch        | Niederbusch      | rk. (Pfarrgemeinde Hl. Dreifaltigkeit Stahe)          | 1994    |                                                                                                 |      | 50° 58′ 54″ N, 6° 1′ 38″ O  |
| St. Anna                       | Schierwaldenrath | rk.                                                   | 1887    | Baudenkmal Nr. 48. Einweihung 1889, Zerstörung 1944, Wiederaufbau 1948.                         |      | 51° 1′ 6″ N, 6° 2′ 26″ O    |
| Ortskapelle Schümm             | Schümm           | rk. (Pfarrgemeinde St. Maternus Breberen)             | 1994    |                                                                                                 |      | 51° 1′ 4″ N, 5° 59′ 56″ O   |
| Feldkapelle Schümm             | Schümm           | rk. (Pfarrgemeinde St. Maternus Breberen)             | 1953    |                                                                                                 |      | 51° 0′ 46″ N, 5° 59′ 39″ O  |
| Hl. Dreifaltigkeit             | Stahe            | rk.                                                   | 1913    | Baudenkmal Nr. 54. Einsegnung 1914, Einweihung 1919, Errichtung des Kirchturms 1966             |      | 50° 59′ 15″ N, 6° 2′ 3″ O   |
| Wegekapelle Stahe              | Stahe            | rk.                                                   | um 1900 | Baudenkmal Nr. 55                                                                               |      | 50° 59′ 4″ N, 6° 3′ 6″ O    |
| Feldkapelle Vinteln            | Vinteln          | rk. (Pfarrgemeinde St. Nikolaus Gangelt)              | 1880    | Baudenkmal Nr. 14                                                                               |      | 51° 0′ 34″ N, 6° 0′ 4″ O    |

### Judentum
- Synagoge Gangelt, profaniert